# Alpes del Wallgau
Los Alpes del Wallgau son un sistema montañoso de los Alpes orientales, delimitado por los Alpes del Mangfall, los Alpes de Ammergau, los Montes del Karwendel y el Wetterstein según la definición de SOIUSA.
Según la clásica definición alemana y austriaca del club alpino alemán los Alpes de Wallgau forman parte de los Alpes Bávaros.

## Picos
Picos importantes incluyen:
- Krottenkopf (2.086 m s. n. m.) en los Montes de Ester.
- Benediktenwand (1.801 m s. n. m.) en el grupo del mismo nombre.

- Datos: Q3613018
- Multimedia: Wallgau Alps / Q3613018